# Центральний банк Гондурасу
Центральний банк Гондурасу (ісп. Banco central de Honduras) — центральний банк Республіки Гондурас.

## Історія
Центральний банк Гондурасу заснований 3 лютого 1950 року у формі акціонерного суспільства, 100% капіталу якого належить державі. Банк почав операції 1 липня 1950 року. Банк отримав виняткове право випуску банкнот, що належало раніше приватним Банку Гондурасу і Банку Атлантики.